# Тукумс
Тукумс (лет. Tukums, рус. Тукумс) је један од значајних градова у Летонији. Тукумс је седиште истоимене општине Тукумс.

## Географија
Тукумс је смештен у западном делу Летоније, у историјској покрајини Земгалији. Од главног града Риге град је удаљен 66 километара западно.
Град Тукумс развио се близу Балтичког мора, на приближно 60 метара надморске висине. Око града је равничарско подручје.

## Становништво
Тукумс данас има приближно 20.000 становника и последњих година број становника расте.
Матични Летонци чине већину градског становништва Тукумса (75%), док остатак чине Словени, махом Руси (15%).

## Галерија
- Лутеранска црква
- Римокатоличка црква
- Стара градња у Тукумсу
- Градска гимназија

## Партнерски градови
- Плунге
- Шесел